# Claudio Pagliara
Claudio Pagliara (Frosinone, 2 giugno 1958) è un giornalista e saggista italiano, responsabile dell'ufficio di corrispondenza della Rai per gli Stati Uniti con sede a New York dal 2019 al 2025.

## Biografia
Ha intrapreso la professione giornalistica nel 1980 grazie ad una borsa di studio della FIEG e della FNSI; iscritto all'albo dei giornalisti dall'8 giugno 1984, prima di approdare alla Rai ha lavorato come giornalista presso la Gazzetta del Popolo e Stampa Sera. 
Tra gli altri, ha intervistato il presidente dello Stato di Israele Shimon Peres, i premier israeliani Ariel Sharon, Ehud Olmert e Benjamin Netanyahu, il presidente dell'Autorità Nazionale Palestinese Maḥmūd ʿAbbās (Abū Māzen) e il re di Giordania ʿAbd Allāh II. 
Ha ricevuto il Premio Magna Grecia nel 2006, il Premio Ciociaria nel 2007, il Premio Saint-Vincent per il giornalismo 2008, il Premio internazionale Maria Grazia Cutuli nel 2012 e il Premio giornalistico Amerigo 2022. 
È stato corrispondente responsabile degli uffici Rai prima da Parigi tra il 2002 e il 2003, poi a Gerusalemme per il Medio Oriente dal 2003 al 2014 e a Pechino per Cina, Giappone e Sud-est asiatico fino al 2019. 
Dal 1º agosto 2019 al 15 maggio 2025, data del pensionamento, è stato il corrispondente responsabile della sede Rai di New York per gli Stati Uniti e il Nordamerica. Nello stesso anno viene nominato direttore dell'Istituto italiano di cultura di New York.  
Ha realizzato numerosi  documentari per le rubriche Speciale TG1 e Tg2 Dossier:  Quel Giorno (2021),  Le Vie della Seta (2018), Il Salto del Dragone (2016), La Cina di Frontiera (2016),  Ritorno in Birmania (2015) Cina mon Amour  (2014), I Luoghi dello Spirito (2011), Quest'anno a Gerusalemme (2010), Tel Aviv, la Città che non si Ferma Mai (2009), Sulle Orme di Gesù (2008). I Volti d'Israele (2004).